# Frans Bijlaard
Franciscus Simon K. (Frans) Bijlaard (Amsterdam, 27 juni 1947) is een Nederlands civiel ingenieur en emeritus-hoogleraar staalconstructie aan de Technische Universiteit Delft.
Bijlaard is bekend om zijn theoretische bijdragen aan de verbetering van het ontwerp en de instandhouding van staalconstructies. Hij heeft bijgedragen aan standaardisering rond de Eurocode 3: Ontwerp van staalconstructies (EN 1993). Daarnaast mengt hij zich regelmatig in het publieke debat over het instandhouding van de civieltechnische infrastructuur.

## Levensloop
Bijlaard studeerde civiele techniek aan de Technische Universiteit Delft. Na zijn afstuderen in 1976 ging hij werken bij het TNO Instituut voor Bouwmaterialen en Bouwconstructies als wetenschappelijk medewerker. In 1983 werd hij hoofd van de afdeling staalconstructies, die bestond uit zo'n 30 medewerkers. In 1990 werd hij hoofd van de afdeling bouwtechniek, waar hij leiding gaf aan zo'n 70 medewerkers. 
In 2001 werd hij aangesteld als hoogleraar staalbouw bij de Technische Universiteit Delft aan de Faculteit Civiele Techniek en Geowetenschappen. Hij sprak daarbij een inaugurele rede getiteld Staalconstructies: onderzoek en productontwikkeling. Aan de universiteit was hij verder eerst hoofd van de sectie hout en staalconstructies, en later van de afdeling bouwtechniek. 
In 1999 werd Bijlaard onderscheiden met de Charles Massonet Award van de European Convention for Constructional Steelwork (ECCS), een in 1998 ingestelde prijs voor "verbetering van wetenschappelijke en technische ondersteuning van staalconstructies." De eerste Nederlander die deze prijs ontving was de emeritus hoogleraar staalbouw Jan Stark van de TU Eindhoven in 1999.

## Werk
In het onderwijs heeft Bijlaard zich gericht de staalbouw, het gebied van staalconstructies voor gebouwen en civieltechnische werken. Hierbij heeft hij zich met name gericht op 
"...stabiliteit, verbindingen, levensduurvoorspelling (vermoeiing, scheurgroei, brosse breuk) in gebouwen, de civiele gezondheidszorg, de waterbouwkunde, offshore, infrastructuur en andere objecten."
In zijn onderzoek en ontwikkeling heeft hij verder werk verricht op het gebied van de 
"... instandhouding van de bestaande infrastructuur (restlevensduur, monitoring, reparatie), het gedrag van constructies vervaardigd uit nieuwe materialen zoals hoogwaardige staalsoorten, aluminium, vezelversterkte kunststoffen, onderzoek en productontwikkeling op het gebied van verbindingstechnieken, in het bijzonder bij combinaties van nieuwe materialen en fundamenteel onderzoek naar het gedrag van uitdagende ingewikkelde constructies en constructiecomponenten onder statische belasting en onder vermoeiingsbelasting."

## Publicaties
- F.S.K. Bijlaard en P.J.A. de Coo. Stabiliteit van op buiging belaste liggers : concept rekenregels. Bijlage bij Bouwen met staal ; no. 57. Rijswijk : TNO.
- F.S.K. Bijlaard. Staalconstructies: onderzoek en productontwikkeling, Inaugurele rede Technische Universiteit Delft. 2001. /
- F.S.K. Bijlaard, H.H. Snijder, Jan Stark em H.M.G.M. Steenbergen, Eurocode 3: opzet en vergelijk met TGB 1990, Technisch dossier 3, Bouwen met Staal, Zoetermeer 2007.

Artikelen, een selectie:
- Jelle Witteveen, Jan W. B. Stark, Frans S.K. Bijlaard, en Piet Zoetemeijer, "Welded and Bolted Beam-to-Column Connections", Serial Information: Journal of the Structural Division, 1982, Vol. 108, Issue 2, Pg. 433-455